# Fannystelle
Fannystelle est une colonie agricole francophone fondée dans le Manitoba en 1889.

## Histoire
Financée par la comtesse Marthe D’Albuféra, qui y envoie son agent Thomas Alfred Bernier pour commencer la construction, la colonie est baptisée en hommage à sa dernière confidente Fanny Rives (Fanny’s Star) dont un monument commémoratif fut installé dans l'église du Sacré-Cœur. 
Une chapelle et un presbytère sont établis l'été suivant ainsi que les premières habitations qui accueillent les immigrés français en 1889, 1891, 1895 et 1899.
Quelques personnalités s'y installent avec leur famille comme le peintre Fortuné Mollot dès sa fondation. 
Jean Lionnet visite en 1906 la colonie et, en 1911, est fondée l'école publique de Fannystelle.

## Géographie
Fannystelle est située à 49 km à l'ouest de Winnipeg. Elle appartient aujourd'hui administrativement à Portage la Prairie mais a son propre cimetière.